# Influensregeln
Influensregeln är en benämning på Expropriationslagens fjärde kapitels andra paragraf. Denna har betydelse när ersättning skall bestämmas då en markägares fastighet blir inlöst eller när rätten att använda den inskränks.
Influensregelns innebörd är att den värdepåverkan som själva expropriationen medför ej skall beaktas vid bestämmande av ersättning. Till exempel kan mark som behöver grävas upp leda till att fastighetens marknadsvärde sänks men detta skall alltså inte påverka ersättningen.